# Renate Yates
Renate Yates (geboren Renate Raubitschek 1933 in Wien) ist eine österreichisch-australische Schriftstellerin. 

## Leben
Renate Raubitschek ist die Tochter von Fritzi Raubitschek (1901–1997), die an der Wiener Werkstätte arbeitete, und Ernst Raubitschek (1896–1971), die Alpinsportlerin Trude Raubitschek war eine Verwandte. Ihr Vater betrieb mit seinem Bruder in Wien eine gutgehende Zahnarztpraxis, die von seinem Vater gegründet worden war, und wähnte sich als Teil der gutbürgerlichen Gesellschaft Wiens. Er wurde nach dem „Anschluss“ Österreichs im März 1938 bei der Judenhatz am 28. Mai 1938 festgenommen, brutal misshandelt, in das KZ Dachau transportiert und für elf Monate dort und im KZ Buchenwald inhaftiert. Ihrer Mutter gelang im Juni 1938 mit ihr die Flucht nach Großbritannien, wohin ihr Vater nach der Haftentlassung folgte. Sie erhielten ein Visum für Australien und Ende August 1939 erreichten sie Sydney, da war Renate sechs Jahre alt. Im Zweiten Weltkrieg wurden ihre Eltern als Enemy Alien behandelt, während sie für den Schulbesuch nach Mittagong evakuiert wurde.
Raubitschek studierte Zahnmedizin an der University of Sydney (Bachelor of Dental Surgery, 1954). Sie arbeitete in dem Beruf für eine Zeit in London und wurde nach ihrer Rückkehr freiberufliche Schriftstellerin. Renate Yates publiziert vornehmlich Kurzgeschichten. Im Jahr 2009 veröffentlichte sie die Aufzeichnungen, die ihr Vater gleich nach seiner KZ-Haft gemacht hatte, in einer englischen Übersetzung beim Sydney Jewish Museum.

## Werke (Auswahl)
- Assassinations. The Collected Stories of Renate Yates. The Svengali Press & ETT Imprint, Strawberry Hills 2017, ISBN 978-0-9942765-0-6.
- Ernst Raubitschek: By train to Dachau. Übersetzung und Vorwort Renate Yates. Sydney Jewish Museum, Darlinghurst 2009, ISBN 978-0-9805458-3-8 (2. Auflage. The Svengali Press & ETT Imprint, Strawberry Hills 2015, ISBN 978-1-925416-16-9).
- Victim. In: Michael Wilding, David Myers (Hrsg.): Confessions & Memoirs. Best Stories under the Sun. Band 3. Central Queensland University Press, Rockhampton 2006, ISBN 1-876780-90-8, S. 73–77, (Kurzgeschichte).
- The Cats of Algeciras. In: Michael Wilding, David Myers (Hrsg.): Travellers' Tales. Best Stories under the Sun. Band 2. Central Queensland University Press, Rockhampton 2005, ISBN 1-876780-58-4, S. 68–70, (Reisebericht).
- The Narcissus Conspiracy. Century, London u. a. 1991, ISBN 0-7126-5005-9 (Roman).
- The Perfect Murder. In: Stephen Knight (Hrsg.): Crimes for a Summer Christmas. Allen & Unwin, Sydney 1990, ISBN 0-04-442280-6, S. 141–143, (Kurzgeschichte).
- The Best of Two Worlds. In: Karl Bittman (Hrsg.): Strauss to Matilda. Viennese in Australia, 1938–1988. The Wenkart Foundation, Sydney 1988, ISBN 1-876780-58-4, S. 239–246.
- Rural Pursuits. Century, London u. a. 1988, ISBN 0-7126-2535-6 (Roman).
- Fine Bones. Chronicles of death, life and love. Fontana Collins, Sydney 1985, ISBN 0-00-616035-2 (Kurzgeschichten).
- Social Death. An Entertainment in Three Months. James Fraser Publishing, Surry Hills 1984, ISBN 0-949493-13-9 (Roman).
- The Peony from Pymble. In: Quadrant. Bd. 24, Nr. 12, 1980, ISSN 0033-5002, S. 28–30.